# Модрина європейська (Грицівське л-во, кв. 25)
Модри́на європе́йська — ботанічна пам'ятка природи місцевого значення в Україні. Об'єкт природно-заповідного фонду Хмельницької області. 
Розташована в межах Шепетівського району Хмельницької області, на північний захід від села Вербівці (в урочищі «Вербівці»). 
Площа 0,5 га. Статус присвоєно згідно з розпорядженням облвиконкому від 11.06.1970 року № 156 р-б. Перебуває у віданні ДП «Старокостянтинівський лісгосп» (Грицівське лісництво, квартал 25, ділянка 11). 
Статус присвоєно для збереження частини лісового масиву з цінними насадженнями модрини європейської віком 70-75 років.